# Chaniewscy

Herb Korczak

Chaniewsy herbu Korczak, znani również jako Chaniewscy – litewski ród szlachecki.

## Historia
Ród Chaniewskich wywodzi się z Wielkiego Księstwa Litewskiego.
Do 1665 roku przedstawiciele rodu używali nazwiska Сhańkowicz. Za założyciela rodu uważa się Symona Chańkowicza — wojownika chorągwi księcia Michała Mścisławskiego, przedstawiciela rodu Giedyminowiczów. Za zasługi wojenne otrzymał on dobra ziemskie w okolicach wsi Uspolle (Chaniewszczyzna), które stały się dziedziczną własnością rodu i były przekazywane z pokolenia na pokolenie. Imię Symona Chańkowicza pojawia się w Uchwale Sejmu Wileńskiego z 1507 roku, przyjętej w celu mobilizacji szlachty do wojny z państwem moskiewskim.
W okresie rozbiorów szlachty, w ramach urzędowych postępowań mających na celu potwierdzenie szlachectwa, ród Chaniewskich został wpisany do części VI księgi rodowodowej guberni mohylewskiej, obejmującej szlachtę osiadłą.

## Znani członkowie rodu
- Jakub Chaniewski (1778–1839) – jezuita, przez wiele lat administrator parafii i przełożony w Łańcucie[2]
- Aleksander Chaniewski (1792–1846) – właściciel Aleksandropola, regent graniczny starodubowski 1821 r.[3]
- Włodzimierz Chaniewski – profesor Uniwersytetu Moskiewskiego (1918), wykładał na Katedrze Geografii Fizycznej (1918), a następnie na Katedrze Geofizyki Wydziału Matematyczno-Fizycznego (1919–1926?). Rzeczywisty członek Instytutu Badawczego Geofizyki przy Wydziale Matematyczno-Fizycznym (1922–1926?). Uniwersytetu Moskiewskiego[4]